# Лесичово
Лесѝчово е село в Южна България между селата Мухово и Калугерово на брега на р. Тополница.
То е административен център на община Лесичово, област Пазарджик. Селото отстои на 29 км от Пазарджик, на 63 км от Пловдив и на 89 км от София.

## Редовни събития
Празникът на селото се празнува първата събота на месец септември.
В селото всяка година се провеждат и кукерски игри, на които облечени в кози кожи мъже, с маски, звънци и дървени мечове, гонят злите сили и измолват здраве и берекет през годината.

## История
Лесичово участва в Априлското въстание (познато тук просто като Буната) през 1876 г., когато практически цялото село заедно с коли, покъщнина и добитък се изнася на връх Еледжик. Въстаниците са разбити от турците на 1 май 1876 г. като от Лесичово са избити около 50 души, а повечето къщи в селото са ограбени и опожарени.
През 1983 г. селото става общински център, включващ общо седем села.

## Личности
Родени
- Димитър Жулев (1925 – 2008) – политик от БКП
- Димитър Мурджев (1918 – 1989) – генерал от МВР и ДС
- Иван Илчев (1905 – 1982) – политик от БКП
- Стоян Савов (1924 – 1992) – генерал от МВР и ДС
- Димитър Коприщенов (1928 – 2021), художник[2][3]
- Продрум Димов (1933 – ), писател[4]
- Димитър Ганев (1947 – 2016), художник[5]

## Галерия
- Поглед към селото
- Селския площад
- Къща в центъра на селото
- Улица до черквата
- Къща в покрайнините на селото
- Възпоминателна плоча в памет на опълченец
- Река Тополница
- Кукери в селото

## Други
Селото пострадва от наводненията през есента на 2005 г.